# Frank H. Netter
Frank H. Netter, all'anagrafe Frank Henry Netter (New York, 25 aprile 1906 – New York, 17 settembre 1991), è stato un medico e illustratore statunitense, autore di noti atlanti di anatomia umana.

## Biografia

### Infanzia e adolescenza
Frank Henry Netter nacque a New York nel 1906 da Charles Netter (1865-1919) e Esther Adel Slutsky (1873-1924). I suoi due nomi, Frank ed Henry, gli furono dati per ricordare i due eroi della storia americana Benjamin Franklin e Patrick Henry.
Egli fu il terzo di tre figli, dopo George Netter (1900-1978) e Rose Netter (1902-1976). Sin dalla prima infanzia si rivelò un acuto osservatore mostrando di possedere un notevole estro artistico e una fervida immaginazione.
Appassionatosi sin da piccolo al disegno e alla pittura, Frank Henry Netter decise che la sua carriera e i suoi lavori si sarebbero basati sullo studio espressivo delle persone, dei movimenti e degli stati d'animo oltre che sulla loro rappresentazione. Egli era capace di ricollegare ogni istante della sua infanzia ad un'immagine ben precisa ed era sempre pronto a disegnare qualsiasi cosa gli passasse davanti agli occhi. Una testimonianza delle sue particolari capacità è il ritratto di sua madre Esther. In questo dipinto, utilizzando unicamente tratti lineari e la tecnica del chiaroscuro, il piccolo Frank Netter di appena 11 anni riuscì a rappresentare la genuinità dell'ambiente familiare e i valori ad esso ricollegabili.
Tra il 1918 ed il 1920 la città di New York fu colpita da un'epidemia durante la quale egli perse suo padre Charles per un tumore del pancreas e suo zio Abraham a causa di infezioni polmonari acute. Nello stesso periodo si ammalò anche il fratello maggiore George che tuttavia riuscì a riprendersi completamente dalla malattia.
Nel 1919 fu ammesso alla DeWitt Clinton High School dove frequentò corsi e lezioni prevalentemente legati all'arte. Grazie al suo insegnante, l'impressionista statunitense Bernard I. Green, Netter apprese tecniche che gli sarebbero state fondamentali. Negli stessi anni si distinse per le sue capacità artistiche a tal punto da divenire il principale illustratore del giornalino scolastico Magpie.
Successivamente studiò disegno presso la Art Student's League e la National Academy of Design.

### Studi universitari e prime illustrazioni
Al termine della sua carriera scolastica e dopo alcuni ripensamenti circa il suo futuro e discussioni familiari, Netter decise di iscriversi nel 1927 al New York University Medical College, motivato dalle parole di sua sorella (laureatasi in Medicina e chirurgia nel 1927): "Sii un medico!"
Netter aveva compreso che l'arte come unica occupazione non gli avrebbe permesso di vivere agiatamente ed aveva anche per questo deciso di dedicarsi allo studio della medicina.
(Frank Netter in merito alla sua passione artistica)
Non appena iniziati gli studi, Netter si rese conto di come il miglior metodo d'apprendimento consisteva nel disegnare ciò che leggeva nei manuali o nei suoi stessi appunti. Partendo così da semplici bozze e schizzi anatomici Netter arrivò a disegnare e dipingere intere tavole esplicative e illustrazioni anatomo-fisiologiche. La sua grande dedizione gli permise di essere apprezzato dapprima dai suoi amici e poi dai colleghi che iniziarono a interessarsi ai suoi lavori. La fattura delle sue tavole esplicative  fu apprezzata a tal punto da essere ambite da ogni studente di medicina del NYUMC. Crebbe anche l’interesse di professori associati e strutturati che finirono con l’utilizzare le sue tavole come base di studio e insegnamento.
Nel 1929 Frank Netter conobbe Mary MacFayden, una ragazza appena trasferitasi dall'Università del North Carolina che sarebbe diventata sua moglie due anni più tardi (17 giugno 1931).
Nell'anno del suo primo matrimonio (coincidente con il termine degli studi universitari) a Netter venne dedicata una poesia profetizzante. Una tradizione infatti prevedeva la scrittura di alcuni versi per ogni neolaureato presso il NYUMC da parte del Bellevue Violet, il giornale universitario locale.
Vi presentiamo, con grande clamore, Frank Netter, nato per la gloria.»
(Bellevue Violet, poesia per la laurea di Frank Netter)

### Seconda Guerra Mondiale, collaborazione con la Ciba-Geigy e Atlante

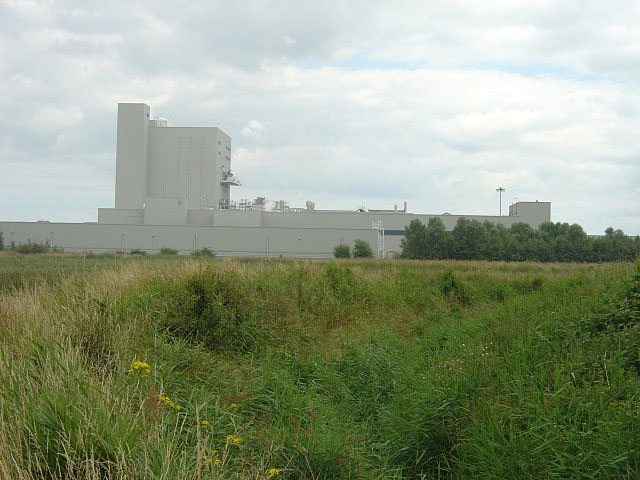
Sede dell'azienda farmaceutica Ciba Geigy, oggi divenuta Novartis Pharmaceuticals.

Frank Netter divenne un prestigioso chirurgo ed avviò nel 1933 un ambulatorio chirurgico. Nonostante ciò continuò a realizzare illustrazioni anatomiche come attività secondaria. Circa dieci anni dopo prestò servizio militare durante la seconda guerra mondiale nell'esercito degli Stati Uniti ed in quel periodo scrisse alcuni manuali di medicazione e pronto soccorso accompagnati da nuove tavole. Il suo inconfondibile stile univa la precisione nella rappresentazione dei dettagli ad una componente umanistica contenuta nelle espressioni dei suoi modelli. Ogni morbo, patologia o ferita era caratterizzata da una diversa espressione facciale che, legata alle spiegazioni diagnostiche, forniva ulteriori dettagli sul possibile stato d'animo del malato. Netter amava utilizzare parenti, amici e conoscenti come modelli per le sue tavole inserendo talvolta anche camei di se stesso.
Dopo aver divorziato dalla sua prima moglie, Frank Netter sposò Vera Burrows nel 1956. Poco dopo abbandonò la professione medica per dedicarsi unicamente all'illustrazione anatomica.
Dopo la richiesta di collaborazione da parte di numerose case farmaceutiche, Netter accettò la collaborazione con la Ciba-Geigy, con sede a Basilea in Svizzera. Da questo momento e per oltre cinquant'anni Frank Netter rimase socio dell'azienda pubblicando inizialmente il Clinical Symposia e successivamente una raccolta maggiore col nome di Ciba Collection.

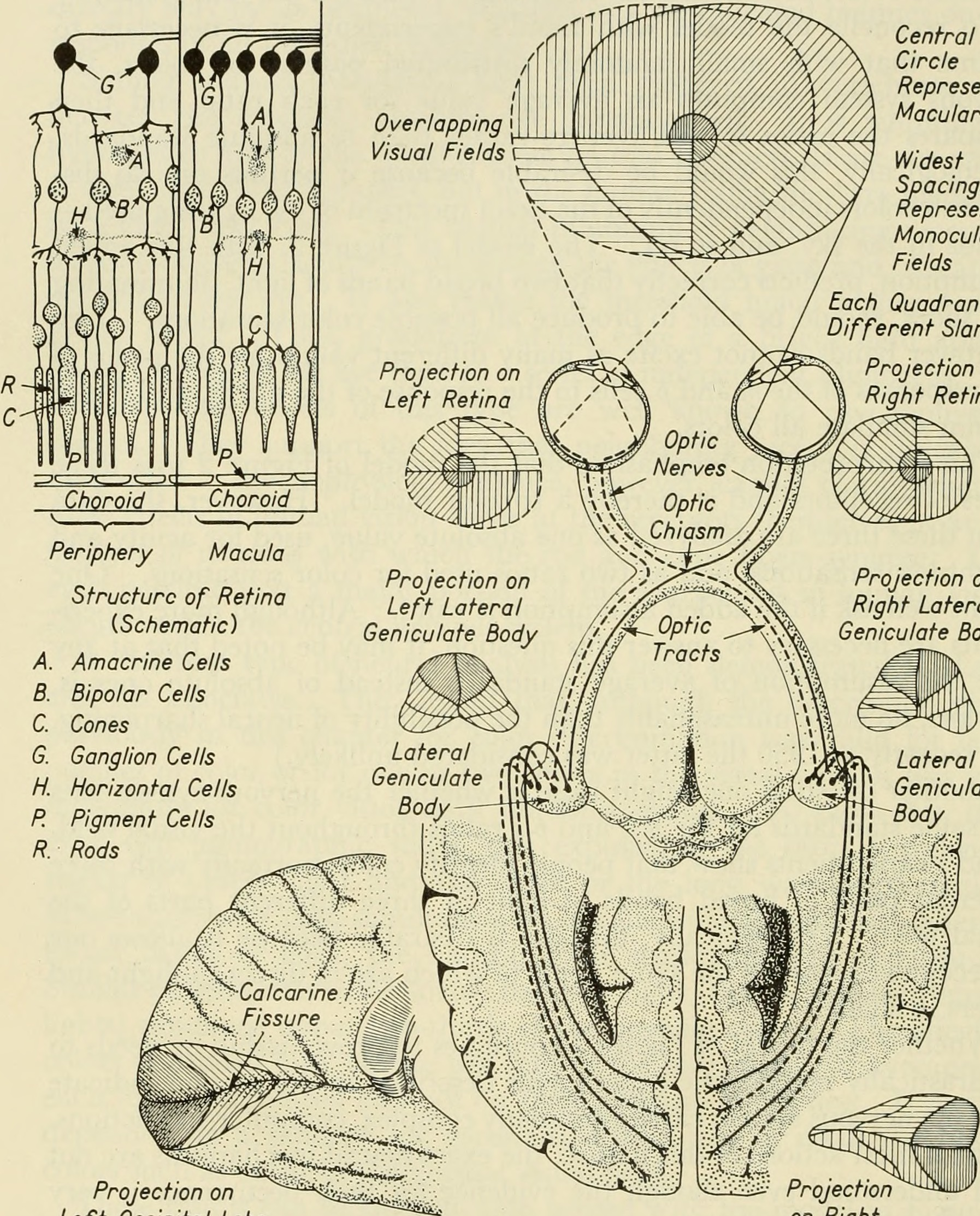
Tavola appartenente alla raccolta Ciba Collection raffigurante il chiasma ottico, i bulbi oculari e la fisiologia oftalmo-nervosa.

Nel corso degli anni successivi Netter girò il mondo alla ricerca di nuove sperimentazioni cliniche interessandosi anche alla medicina tradizionale cinese e in particolare alla tecnica dell'agopuntura.
(Frank Netter, in merito alla tecnica dell'agopuntura durante un suo viaggio in Cina.)

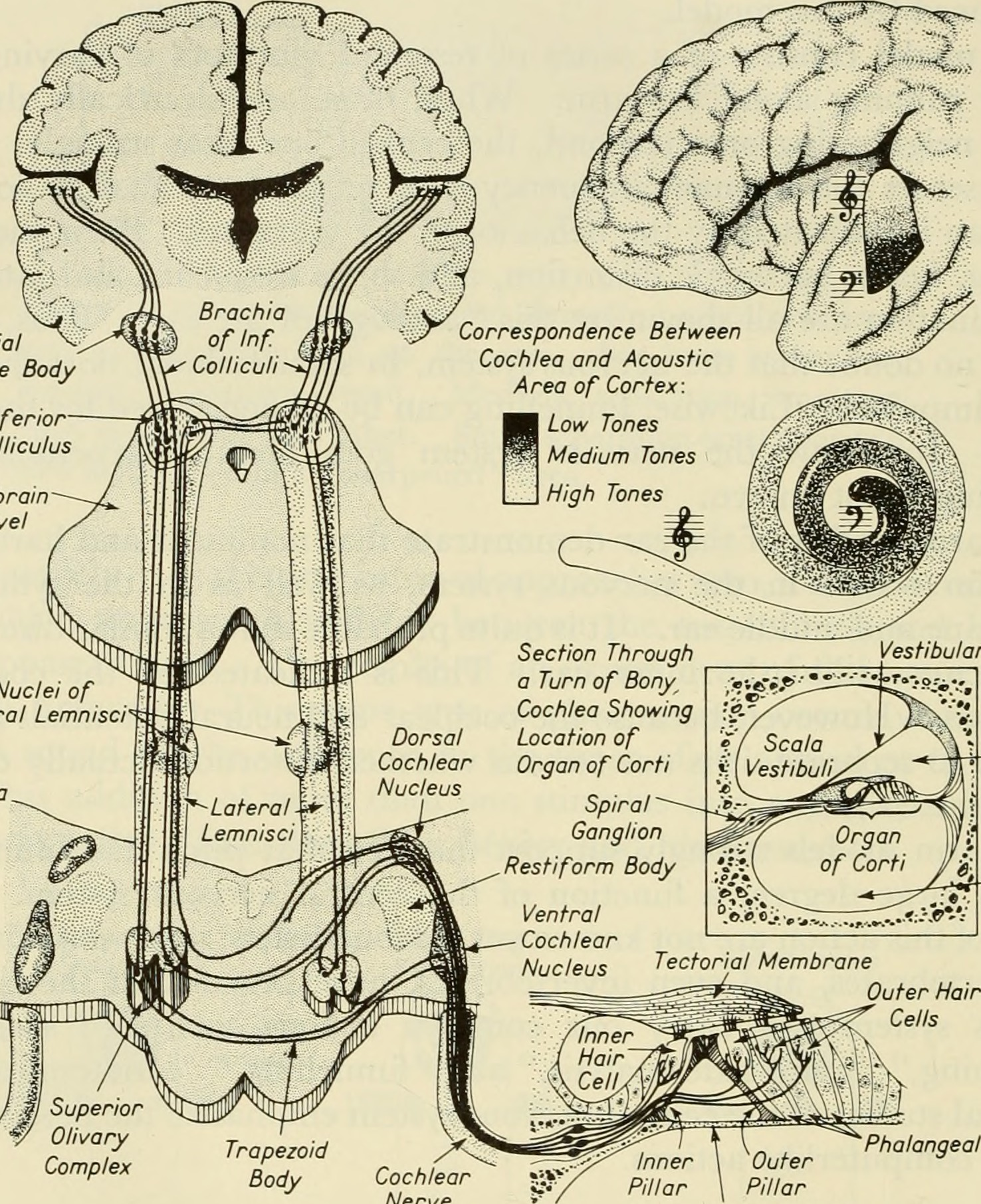
Tavola appartenente alla raccolta Ciba Collection raffigurante alcune sezioni dell'encefalo, l'organo del Corti e la fisiologia dell'orecchio interno.

Dopo circa 4000 tavole completate e quasi sessant'anni di lavoro, ispirandosi all'Anatomia del Gray, Netter perfezionò e portò a termine l'Atlante di anatomia umana pubblicato nel 1989.
Nell'aprile dello stesso anno la Ciba-Geigy chiese a Netter di progettare una tavola destinata ad un manifesto da donare in occasione della settimana nazionale delle infermiere. Ispirandosi all'opera di Michelangelo "Creazione di Adamo", Netter rappresentò le mani di un'infermiera che ricercavano le mani del paziente volte a simboleggiare l'affetto nutrito dagli infermieri per i pazienti.
L'11 maggio 1989 Netter fu invitato come ospite d'onore dai dottori Carl Brighton e Frederick Kaplan a tenere un discorso all'Università della Pennsylvania in occasione della celebrazione del centenario del dipartimento di ortopedia, il più antico della nazione. Per l'occasione la Ciba-Geigy realizzò una mostra con sessanta disegni originali di Netter nell'auditorium dell'università.
Nell'estate del 1990 i lavori di Frank Henry Netter furono premiati e lodati nella Conferenza Internazionale dei Comunicatori Medici e durante lo stesso anno partecipò alla riunione dell'Associazione Americana degli Anatomisti Clinici a Saskatchewan (Canada) durante la quale venne nominato membro onorario dell'associazione da Art Dalley.

### Ultime illustrazioni e morte
Nell'inverno del 1989 durante un intervento per la rimozione della cistifellea i medici diagnosticarono a Netter un aneurisma dell'aorta addominale. Fu ricoverato nel 1990 al Texas Medical Center per essere operato all'aneurisma. L'operazione si presentò più complessa del previsto poiché l'aneurisma era molto più grave di quanto avessero precedentemente diagnosticato. Durante l'intervento vi furono diverse complicazioni e finita l'operazione Netter fu ricoverato nel reparto di terapia intensiva, dove rimase circa sei settimane per poi  essere spostato in una stanza privata. Netter lucido e capace di respirare autonomamente, ma ancora molto debole si ritrovò ad essere confinato a letto senza la possibilità di muovere le gambe.
Nel maggio del 1991 fu trasferito dal Texas Medical Center al Mount Sinai Hospital di New York. Nel periodo a New York la sua primogenita, Cornelia, gli procurò un album da disegno e dei pastelli per permettergli di disegnare. Dopo un periodo di miglioramento, la sua condizione salutare peggiorò sempre più fino a che, nel settembre del 1991, ebbe una sepsi.
Frank Henry Netter morì al Mount Sinai Hospital il 17 settembre del 1991.
Nel 2013 la Quinnipiac University dedica a Frank H. Netter la sua scuola di medicina.

Logo della Quinnipiac University Medical School intitolata a Frank Henry Netter MD.

### Johns Hopkins School of Medicine Frank H. Netter memorial in Medical Art

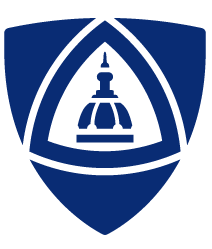
Logo della Johns Hopkins School of Medicine

Nel 2004 familiari, colleghi e amici di Frank H. Netter, con l'appoggio della Johns Hopkins School of Medicine di Baltimora decisero di dedicare un memoriale al grande medico istituendo un programma di specializzazione che incoraggiasse gli studenti a raggiungere i più alti risultati in ambito artistico e medico-accademico.

## Opere illustrate e pubblicazioni
- 1936, Medical Education Booklets, Novocain
- 1939, Medical Education Booklets, Armour Atlas of Hematology
- 1940, Medical Education Booklets, The Pituitary Gland
- 1943, Medical Education Booklets, The Thyroid Gland and Clinical Application of Medicinal Thyroid
- 1946, Medical Education Booklets, Function and Malfunction of the Biliary System
- 1940-1947, Portfolios, Ciba Pharmaceuticals
- 1948, Medical Education Booklets, Control of Pain with Saddle Block and Higher Anesthesia
- 1949, Armour Laboratories, Portraits of Pioneers in Endocrinology
- 1953-1957, Pfizer Series of Anatomical and Pathological Transparencies
- 1982, Clinical Symposia, in collaborazione con Ciba-Geigy
- 1989, Atlante di Anatomia e fisiopatologia clinica

## Riconoscimenti e onorificenze
- 1966, Townsend Harris Medal, City College of New York
- 1969, The Harold Swanberg Distinguished Service Award, American Medical Writers Association
- 1973, Distinguished Service Award, National Kidney Foundation
- 1979, Resolution of Commendation, Florida State Legislature
- 1981, Distinguished Service Award, American College of Cardiology
- 1981, Honorary Degree, Doctor of Science, New Jersey College of Medicine and Dentistry
- 1985, Honorary Degree, Doctor of Science, Georgetown University
- 1986, Life Achievement Award, Society of Illustrators
- 1986, The Solomon A. Berson Medical Alumni Achievement Award, New York University School of Medicine
- 1986, Honorary Degree, Doctor of Science, University of Sherbrooke, Canada
- 1986, Lifetime Achievement Award, Association of Medical Illustrators
- 1986, Dedication of the Netter Library, CIBA-Geigy Corporation
- 1987, Honorary Member, Radiologic Society of North America
- 1988, Honorary Award for Contribution to Knowledge of Musculoskeletal System, American Academy of Orthopedic Surgeons
- 1988, Honorary Fellowship, Medical Artists Association of Great Britain
- 1990, Award of Special Recognition, Association of Medical Illustrators
- 1990, Honorary Member Award, American Association of Clinical Anatomists